# Julius Siemering
Julius Siemering (* 1837 in Königsberg (Preußen); † 27. April 1908 ebenda) war ein deutscher Landschaftsmaler und Lithograf.

## Leben
Julius Siemering war der jüngere Bruder des Bildhauers Rudolf Siemering. Anfänglich als Lithograf tätig, wurde er  Schüler des Historienmalers Ludwig Rosenfelder, des Landschaftsmalers August Behrendsen und des Kunsthistorikers August Hagen an der Kunstakademie Königsberg. Nachdem er sich an der Kunstakademie Düsseldorf weiter ausgebildet hatte, war er ab 1871 wieder in Königsberg ansässig und Zeichenlehrer an der Löbenichtschen Schule.
Seine Arbeiten wurden in den 1870er Jahren auf verschiedenen Kunstausstellungen gezeigt und in Katalogen genannt, etwa Am Kurischen Haff und Regenstimmung auf der Ausstellung der Berliner Akademie im Jahr 1870 sowie Mondaufgang an der Ostsee auf der Hannoverschen Kunstausstellung des Jahres 1872. Ein bevorzugtes Sujet seiner Landschaftsmalerei waren Motive von der Küste des Samlandes.